# ダリーナ・ミフコーバ
ダリーナ・ミフコーバ（Darina Mifkova、1974年5月24日 - ）は、イタリアの元女子バレーボール選手。現役時代のポジションはウィングスパイカー。元イタリア代表。

## 来歴
1974年、当時のチェコスロバキアのプラハ出身。1985年よりバレーボール選手としてのキャリアをスタートさせる。1993年、イタリア代表に初選出される。1994年の世界選手権で三大大会初出場を果たす。1995年、セリエAの名門ベルガモに移籍し、在籍したすべてのシーズンでリーグ制覇と2度の欧州チャンピオンズリーグタイトルを得た。2000年、シドニー五輪に出場した。
2001年、ヨーロッパ選手権で銀メダルを獲得した。2002年、ドイツで開催された世界選手権で3大会連続出場し、大会初優勝に貢献した。2004年、ワールドグランプリで銀メダルを獲得した。2011年に現役引退した。

## 球歴
- オリンピック - 2000年
- 世界選手権 - 1994年、1998年、2002年
- ワールドカップ - 2003年
- 欧州選手権 - 1997年、2001年

## 所属クラブ
- Volley Curno（1985-1988年）
- Pallavolo Cologno（1988-1989年）
- Volley Calcinato（1989-1990年）
- Crema Volley（1990-1991年）
- Volleyball Club Cassano（1991-1992年）
- Volley Modena（1992-1995年）
- ベルガモ（1995-1999年）
- Centro Ester Pallavolo（1999-2000年）
- ヴィチェンツァ（2000-2002年）
- Volley Modena（2002-2003年）
- Volley 2002 Forlì（2003-2005年）
- Giannino Pieralisi Volley（2005-2006年）
- Volley Club Padova（2006-2007年）
- ヴィチェンツァ（2007-2008年）
- Pallavolo Cesena（2008-2009年）
- Viserba Volley（2009-2010年）
- Atletico Volley（2010-2011年）